# Xysticus arenarius
Xysticus arenarius là một loài nhện trong họ Thomisidae.
Loài này thuộc chi Xysticus. Xysticus arenarius được Tord Tamerlan Teodor Thorell miêu tả năm 1875.